# Grand Mur de BOSS
Pour les articles homonymes, voir Grand Mur.

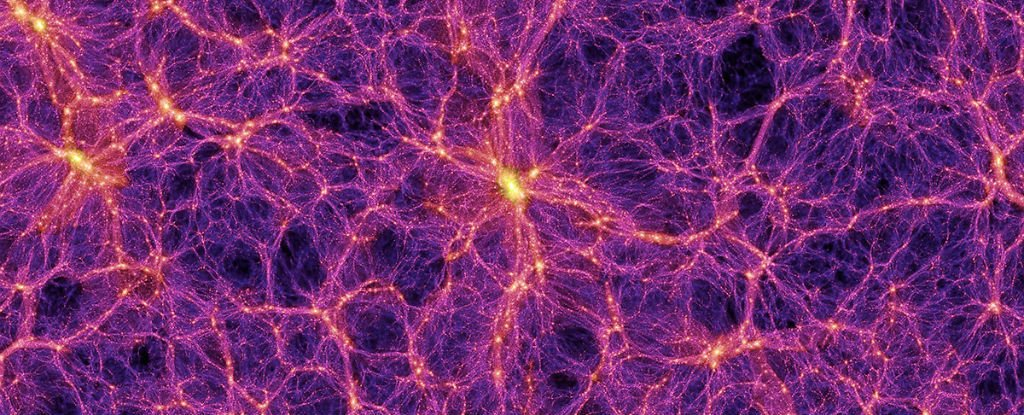
Ce graphique représente un grand système de superamas, comme le Grand Mur de BOSS, avec ses amas, ses vides et ses filaments de galaxies.

Le Grand Mur de BOSS serait un système de superamas de galaxies. Ce serait une des plus grandes structures connues dans l'Univers visible. Sa découverte est annoncée le 1er mars 2016 par Heidi Lietzen et ses collaborateurs.

## Structure
Selon l'étude de Heidi Lietzen et de ses collaborateurs publiée le 1er mars 2016, le Grand Mur de BOSS serait constitué de deux murs de respectivement 186 et 173 h−1 mégaparsecs de diamètre et deux autres grands superamas de respectivement 64 et 91 h−1 mégaparsecs de diamètre, où h = H0/(100 km/s/Mpc) ≈ 0,7 est le taux d'expansion de l'univers. Au total, le système contiendrait 830 galaxies situées à un décalage vers le rouge moyen de 0,47. La masse totale est estimée à environ 2 × 1017 h−1 masses solaires.